# Roxana Gatzel
Roxana Gatzel (fostă Han, n. 29 mai 1980, în Craiova) este o fostă jucătoare de handbal din România. Ultimul club la care a evoluat a fost CS Măgura Cisnădie pe postul de coordonator de joc.

## Biografie
Roxana Gatzel a început să joace handbal în orașul natal, la Clubul Sportiv Școlar din Craiova. În 1997, la 16 ani, a fost selectată în echipa de junioare a Oltchim Râmnicu Vâlcea. În această perioadă, Gatzel a făcut parte din echipele de junioare și tineret ale României, cu care a devenit campioană mondială de junioare și campioană mondială (în 1999, în China) și europeană (în 1998, în Slovacia) de tineret.
În 2001, Gatzel a ajuns la Silcotub Zalău, echipă antrenată de Gheorghe Tadici. Handbalista s-a căsătorit la Zalău și s-a calificat cu echipa zălăuană până în sferturile de finală ale Cupei Cupelor (în 2003) și Cupei EHF (în 2005). În 2005, handbalista a devenit vicecampioană mondială cu echipa României, la Campionatul Mondial din Rusia. Pentru această performanță i s-a decernat titlul de Cetățean de Onoare al orașului Craiova.
Gatzel, devenită după căsătorie Roxana Han, a rămas la Silcotub până în 2006, când Gheorghe Tadici a fost numit antrenor la Oltchim și a plecat la Râmnicu Vâlcea însoțit de cele mai bune handbaliste ale sale. Revenită la Oltchim, Roxana Han a câștigat Cupa Cupelor EHF și Trofeul Campionilor în 2007, a jucat două semifinale și o finală a Ligii Campionilor EHF, și a câștigat numeroase trofee pe plan intern. Han nu a fost ferită de evenimente negative la formația vâlceană: în 2006 a fost suspendată șase luni de EHF pentru că a semnat atât cu Oltchim, cât și cu FC Nürnberg, apoi a suferit două accidentări grave: ruptură de ligamente, respectiv fractura mâinii drepte.
În ianuarie 2012, deoarece evolua puțin la Oltchim, Roxana Han s-a transferat la SCM Craiova. La scurtă vreme, handbalista a rămas însărcinată; după naștere, ea a revenit în activitatea competițională și a jucat pentru clubul craiovean până în 2014, când acesta a renunțat să-i mai prelungească contractul.
În vara anului 2014, Roxana Han a semnat cu echipa HC Alba Sebeș, care evolua în Divizia A. În luna septembrie a aceluiași an, Han a părăsit gruparea cu care semnase și l-a urmat la Cisnădie pe antrenorul Alexandru Weber, care urma să antreneze echipa CS Măgura. Han a fost principala marcatoare a echipei din Cisnădie în sezonul 2014-2015 și artizana principală a promovării acesteia în Liga Națională. Roxana Han și-a continuat evoluția bună și în principala competiție de handbal feminin a României și a terminat sezonul 2015-2016 ca cea mai bună marcatoare, cu 211 goluri, adjudecându-și Trofeul Simona Arghir Sandu. În 2020 Roxana Gatzel s-a retras din activitate.

## Palmares
- Campionatul Mondial:
  -  Medalie de argint: 2005

- Campionatul European:
  -  Medalie de bronz: 2010

- Campionatul Mondial pentru Tineret:
  -  Câștigătoare: 1999

- Campionatul European pentru Tineret:
  -  Câștigătoare: 1998

- Liga Campionilor:
  -  Finalistă: 2010
  - Semifinalistă: 2009, 2012
  - Grupe principale: 2008, 2011
  - Grupe: 1998, 1999, 2001, 2002
  - Șaisprezecimi: 2000
  - Turul 2: 2005, 2006

- Cupa Cupelor:
  -  Câștigătoare: 2007
  - Sfertfinalistă: 2003
  - Turul 4: 2004

- Cupa EHF:
  - Sfertfinalistă: 2005
  - Grupe: 2019, 2020

- Trofeul Campionilor:
  -  Câștigătoare: 2007

- Liga Națională:
  -  Câștigătoare: 1998, 1999, 2000, 2004, 2005, 2007, 2008, 2009, 2010, 2011, 2012
  -  Medalie de argint: 2001, 2002, 2006
  -  Medalie de bronz: 2018

- Cupa României:
  -  Câștigătoare: 1998, 1999, 2003, 2007, 2011
  -  Finalistă: 2002
  -  Medalie de bronz: 2004
  - Semifinalistă: 2006, 2014

- Supercupa României:
  -  Câștigătoare: 2007, 2011

## Performanțe individuale
- Cea mai bună marcatoare a Ligii Naționale (Trofeul Simona Arghir Sandu): 2016

## Statistică goluri și pase de gol
Conform Federației Române de Handbal, Federației Europene de Handbal și Federației Internaționale de Handbal:
| Sezon              | Echipă | Goluri |
| ------------------ | ------ | ------ |
|                    |        |        |
| 2013-14            |        |        |
| SCM Craiova        | 77     |        |
|                    |        |        |
| 2015-16            |        |        |
| CS Măgura Cisnădie | 211    |        |
|                    |        |        |
| 2016-17            |        |        |
| CS Măgura Cisnădie | 43     |        |
|                    |        |        |
| 2017-18            |        |        |
| CS Măgura Cisnădie | 53     |        |
|                    |        |        |
| 2018-19            |        |        |
| CS Măgura Cisnădie | 55     |        |
|                    |        |        |
| 2019-20            |        |        |
| CS Măgura Cisnădie | 12     |        |

| Sezon              | Echipă | Goluri |
| ------------------ | ------ | ------ |
|                    |        |        |
| 2013-14            |        |        |
| SCM Craiova        |        |        |
|                    |        |        |
| 2015-16            |        |        |
| CS Măgura Cisnădie |        |        |
|                    |        |        |
| 2016-17            |        |        |
| CS Măgura Cisnădie | -      |        |
|                    |        |        |
| 2017-18            |        |        |
| CS Măgura Cisnădie | -      |        |
|                    |        |        |
| 2018-19            |        |        |
| CS Măgura Cisnădie | 8      |        |
|                    |        |        |
| 2019-20            |        |        |
| CS Măgura Cisnădie | -      |        |

| Sezon                  | Echipă | Goluri |
| ---------------------- | ------ | ------ |
|                        |        |        |
| 2006-07                |        |        |
| Oltchim Râmnicu Vâlcea | -      |        |
|                        |        |        |
| 2010-11                |        |        |
| Oltchim Râmnicu Vâlcea | 1      |        |

| Ediția           | Echipă | Goluri | Pase de gol |
| ---------------- | ------ | ------ | ----------- |
|                  |        |        |             |
| Austria 1997     |        |        |             |
| România junioare | 19     |        |             |

| Ediția          | Echipă | Goluri | Pase de gol |
| --------------- | ------ | ------ | ----------- |
|                 |        |        |             |
| Slovacia 1998   |        |        |             |
| România tineret | 19     | 6      |             |

| Ediția          | Echipă | Goluri | Pase de gol |
| --------------- | ------ | ------ | ----------- |
|                 |        |        |             |
| China 1999      |        |        |             |
| România tineret |        |        |             |

| Ediția                     | Echipă | Goluri | Pase de gol |
| -------------------------- | ------ | ------ | ----------- |
|                            |        |        |             |
| Ungaria 2004               |        |        |             |
| România                    | 8      | 17     |             |
|                            |        |        |             |
| Danemarca și Norvegia 2010 |        |        |             |
| România                    | 5      | -      |             |

| Ediția     | Echipă | Goluri | Pase de gol |
| ---------- | ------ | ------ | ----------- |
|            |        |        |             |
| Rusia 2005 |        |        |             |
| România    | 16     |        |             |

| Sezon                  | Echipă | Goluri |
| ---------------------- | ------ | ------ |
|                        |        |        |
| 2006-07                |        |        |
| Oltchim Râmnicu Vâlcea | -      |        |

| Sezon                  | Echipă | Goluri |
| ---------------------- | ------ | ------ |
|                        |        |        |
| 1997-98                |        |        |
| Oltchim Râmnicu Vâlcea |        |        |
|                        |        |        |
| 1998-99                |        |        |
| Oltchim Râmnicu Vâlcea |        |        |
|                        |        |        |
| 1999-00                |        |        |
| Oltchim Râmnicu Vâlcea |        |        |
|                        |        |        |
| 2000-01                |        |        |
| Oltchim Râmnicu Vâlcea |        |        |
|                        |        |        |
| 2001-02                |        |        |
| HC Zalău               |        |        |
|                        |        |        |
| 2004-05                |        |        |
| HC Zalău               |        |        |
|                        |        |        |
| 2005-06                |        |        |
| HC Zalău               | 20     |        |
|                        |        |        |
| 2007-08                |        |        |
| Oltchim Râmnicu Vâlcea | 2      |        |
|                        |        |        |
| 2008-09                |        |        |
| Oltchim Râmnicu Vâlcea | 12     |        |
|                        |        |        |
| 2009-10                |        |        |
| Oltchim Râmnicu Vâlcea | 6      |        |
|                        |        |        |
| 2010-11                |        |        |
| Oltchim Râmnicu Vâlcea | 13     |        |
|                        |        |        |
| 2011-12                |        |        |
| Oltchim Râmnicu Vâlcea | -      |        |

| Sezon                  | Echipă | Goluri |
| ---------------------- | ------ | ------ |
|                        |        |        |
| 2002-03                |        |        |
| HC Zalău               |        |        |
|                        |        |        |
| 2003-04                |        |        |
| HC Zalău               |        |        |
|                        |        |        |
| 2006-07                |        |        |
| Oltchim Râmnicu Vâlcea | 7      |        |

| Sezon              | Echipă | Goluri |
| ------------------ | ------ | ------ |
|                    |        |        |
| 2004-05            |        |        |
| HC Zalău           |        |        |
|                    |        |        |
| 2005-06            |        |        |
| HC Zalău           | 18     |        |
|                    |        |        |
| 2018-19            |        |        |
| CS Măgura Cisnădie | 13     |        |
|                    |        |        |
| 2019-20            |        |        |
| CS Măgura Cisnădie | 1      |        |